# Mansoor
Mansoor Al-Shehail (Riad, 25 de octubre de 1995) es un luchador profesional saudí. que actualmente está firmando con All Elite Wrestling (AEW) bajo el nombre de Mansoor. Es conocido por haber trabajado para la empresa estadounidense WWE, donde se presentó bajo los nombres de Mansoor, y mån.sôör. 
Se convirtió en el primer luchador de origen saudí en ser firmado a un contrato por WWE.

## Carrera

### Circuito independiente (2015-2018)
Mansoor ha sido conocido anteriormente en el mundo de la lucha como Manny Faberino, alias Big Money Manny. Trabajó para varias promociones de lucha como East Bay Pro Wrestling, donde ganó el campeonato principal una vez. Más tarde lo abandonó debido a que firmó con World Wrestling Entertainment También trabajó para Hoodslam, All Pro Wrestling , Stoner Brothers University, Wrestling Of The Best y Gold Rush Pro Wrestling.

### WWE

#### Inicios (2018-2021)
Mansoor fue uno de los ocho participantes explorados por la WWE durante una prueba en Jeddah antes de la WWE Greatest Royal Rumble de 2018, y se le ofreció capacitación adicional en el WWE Performance Center. Hizo su debut en WWE NXT bajo el nombre de Mansoor Al-Shehail el 6 de septiembre de 2018 en un esfuerzo perdido contra Luke Menzies. Eligió su primera victoria el 10 de enero de 2019 al derrotar a Ric Bugez. Mansoor apareció en un segmento durante Greatest Royal Rumble del año pasado, donde él y sus compañeros reclutas se hicieron un examen físico con las superestrellas de la WWE iraníes, Shawn Daivari y Ariya Daivari. Ganó el 51-Man Battle Royal en el Super Showdown de 2019 al eliminar finalmente a Elias. Meses después en Crown Jewel, derrotó a Cesaro. En Super ShowDown, derrotó a Dolph Ziggler.
Ya en 2021, en el Main Event emitido el 25 de febrero, derrotó a Drew Gulak, empezando un breve feudo contra Gulak, la siguiente semana en el Main Event emitido el 4 de marzo, derrotó a Drew Gulak nuevamente y a la siguiente semana en el Main Event emitido el 11 de marzo, junto a Ricochet derrotó a Drew Gulak & Akira Tozawa, terminando así el feudo. Debutó en el 205 Live del 8 de noviembre derrotando a The Brian Kendrick. En el 205 Live del 30 de octubre, junto a The Brian Kendrick derrotaron a Ever-Rise(Chase Parker & Matt Martel), después del combate abrazó Kendrick en señal de respeto. Ya en 2021, en el 205 Live emitido el 12 de febrero, junto a Ashante "Thee" Adonis derrotaron a Bolly-Rise(Samir Singh & Chase Parker), la siguiente semana en el 205 Live emitido el 19 de febrero, junto a Curt Stallion, Ashante "Thee" Adonis & Jake Atlas derrotaron a Bolly-Rise (Samir Singh, Sunil Singh, Chase Parker & Matt Martel), la siguiente semana en el 205 Live emitido el 26 de febrero, junto a Curt Stallion derrotaron a Ever-Rise (Chase Parker & Matt Martel) por una interferencia accidental de The Bollywood Boyz(Samir Singh & Sunil Singh), la siguiente semana en el 205 Live emitido el 5 de marzo, junto a Curt Stallion fueron entrevistados en backstage, Mansoor agradeció a Stallion por ayudarlo a mantener su racha 40-0, pero Stallion lo retó a un combate amistoso para ver si podrá romper su racha, más tarde esa misma noche, derrotó Curt Stallion y aumentó su racha de victorias a 41-0, después del combate, se dieron la mano en señal de respeto, la siguiente semana en el 205 Live emitido el 12 de marzo, junto a Curt Stallion derrotaron a The Bollywood Boyz(Samir Singh & Sunil Singh), aumentando su racha de victorias a 42-0.

#### Historia con Mustafa Ali (2021-2022)
El 3 de mayo de 2021, debutó en Raw. Más tarde en la noche, Mansoor fue visto en la oficina de Adam Pearce firmando su contrato, convirtiéndolo así en un miembro oficial de la lista de Raw. En el Raw del 28 de junio, participó en un Over The Tope Rope Battle Royal para reemplazar a Randy Orton en el Last Chance Triple Threat Match clasificatorio al Men's Money In The Bank Ladder Match en Money In The Bank, sin embargo fue eliminado por Mustafa Ali.
El 26 de julio hace equipo con Mustafa Ali para derrotar a MACE y a T-BAR en una lucha por equipos en Raw.
Como parte del Draft 2021, Mansoor fue reclutado para la marca SmackDown. En Survivor Series, participó en el 25-Man Dual Brand Battle Royal en conmemoración a los 25 años de carrera de The Rock, eliminando a Cedric Alexander, sin embargo fue eliminado por Dolph Ziggler & Robert Roode. 5 días después en SmackDown, participó en el Black Friday Invitational Battle Royal por una oportunidad al Campeonato Universal de la WWE de Roman Reigns, sin embargo fue eliminado por Sheamus & Ridge Holland. En el SmackDown! emitido el 24 de diciembre, participó en el 12 Days for Christmas Gauntlet Match por una oportunidad por el Campeonato Intercontinental de la WWE de Shinsuke Nakamura, entrando de segundo, sin embargo fue eliminado por Angel.

#### Maximum Male Models (2022-2023)
El 22 de abril de 2022, en un segmento en SmackDown, Mansoor fue anunciado como nuevo miembro más nuevo del "Maximum Male Models", junto con LA Knight (ahora como Max Dupri) y Mace, convirtiéndose así en heel por primera vez en su carrera. En el episodio del 1 de julio, apareció junto a Mace y Dupri con una leve modificación en su nombre como mån.sôör.
En el SmackDown WrestleMania Edition de 2023, participó en el André the Giant Memorial Battle Royal, sin embargo fue eliminado por Johnny Gargano.
En el episodio de Raw del 15 de mayo, participó en el 20-Man Battle Royal por una oportunidad al Campeonato Mundial Intercontinental de GUNTHER en Night Of Champions, donde junto a ma.çè eliminaron a Dexter Lumis, sin embargo fue  eliminado por Johnny Gargano, después de eso fueron perseguidos por Lumis. El 21 de septiembre, Mansoor fue liberado de su contrato por WWE.

### Regreso al circuito independiente (2023-presente)
Al-Shehail, quien volvió a su nombre de ring anterior, Mansoor, hizo una aparición sorpresa en la grabación del segundo aniversario de Deadlock Pro-Wrestling (DPW) el 10 de diciembre de 2023 como parte del equipo MxM junto a Mason D. Madden (anteriormente conocido como Dio Maddin, Mace y ma.çé en WWE). DPW anunció que MxM haría su debut en DPW Live 4 el 20 de enero de 2024. 
El 11 de diciembre de 2023, Game Changer Wrestling (GCW) anunció que Mansoor haría su debut en Look At Me el 26 de enero de 2024.
El 18 de abril de 2024, Mansoor (junto con Madden) hizo su debut en Soft Ground Wrestling enfrentándose a Lord White.

### All Elite Wrestling / Ring of Honor (2024–presente)
Madden y Mansoor, como MxM Collection, hicieron su debut en Ring of Honor (ROH) en el episodio del 4 de julio de 2024 de Ring of Honor Wrestling en una viñeta pregrabada. El 10 de julio, se informó que MxM Collection había firmado un acuerdo con ROH y su promoción hermana All Elite Wrestling (AEW). MxM Collection hizo su debut en el ring de ROH en Death Before Dishonor: Zero Hour el 26 de julio derrotando a Spanish Announce Project (Angélico y Serpentico). MxM Collection hizo su debut en AEW en el episodio del 27 de julio de Collision, en un esfuerzo fallido contra FTR (Cash Wheeler y Dax Harwood). En el episodio del 6 de noviembre de Collision, MxM Collecton formó una alianza con Johnny TV.

## Campeonatos y logros
- East Bay Pro Wrestling
  - EBPW Championship (1 vez)

- WWE
  - 51-Man Battle Royal (2019)